# Hydractinia betkensis
Hydractinia betkensis är en nässeldjursart som beskrevs av Watson 1978. Hydractinia betkensis ingår i släktet Hydractinia och familjen Hydractiniidae. Inga underarter finns listade i Catalogue of Life.